# Bộ trưởng Cựu chiến binh Hoa Kỳ
Bộ trưởng Cựu chiến binh Hoa Kỳ (tiếng Anh: United States Secretary of Veterans' Affairs) là người lãnh đạo Bộ Cựu chiến binh Hoa Kỳ, đây là bộ đặc trách các vấn đề có liên quan đến cựu chiến binh Hoa Kỳ và phúc lợi của họ. Bộ trưởng là một thành viên nội các của Tổng thống Hoa Kỳ và là người đứng kế chót ở vị trí thứ 17 trong thứ tự kế vị Tổng thống Hoa Kỳ (đứng sau cùng trong thứ tự kế vị là Bộ trưởng Nội an Hoa Kỳ vào năm 2006). Cho đến bây giờ, tất cả các nhân sự đã được bổ nhiệm vào chức vụ này hay quyền bộ trưởng đều là các cựu chiến binh Hoa Kỳ mặc dù không có quy định nào bắt buộc người giữ chức vụ này phải là cựu chiến binh.
Khi chức vụ này bỏ trống thì Phó Bộ trưởng Cựu chiến binh Hoa Kỳ hay bất cứ nhân sự nào khác được tổng thống giao phó sẽ phục vụ trong vai trò quyền bộ trưởng cho đến khi Tổng thống đề cử và Thượng viện Hoa Kỳ biểu quyết xác nhận một bộ trưởng mới.

## Danh sách các Bộ trưởng Cựu chiến binh Hoa Kỳ
| Thứ tự | Hình               | Tên                                              | Quê nhà          | Nhậm chức            | Rời chức            | Dưới thời tổng thống |
| ------ | ------------------ | ------------------------------------------------ | ---------------- | -------------------- | ------------------- | -------------------- |
| 1      |                    | Ed Derwinski                                     | Illinois         | 15 tháng 3 năm 1989  | 26 tháng 9 năm 1992 | George H. W. Bush    |
| –      |                    | Anthony Principi                                 | California       | 26 tháng 9 năm 1992  | 20 tháng 1 năm 1993 | George H. W. Bush    |
| 2      |                    | Jesse Brown                                      | Illinois         | 22 tháng 1 năm 1993  | 3 tháng 7 năm 1997  | Bill Clinton         |
| 3      |                    | Togo D. West, Jr.                                | Đặc khu Columbia | 2 tháng 1 năm 19981  | 5 tháng 5 năm 1998  | Bill Clinton         |
| 3      | 5 tháng 5 năm 1998 | Togo D. West, Jr.                                | Đặc khu Columbia | 25 tháng 7 năm 2000  |                     | Bill Clinton         |
| –      |                    | Hershel W. Gober 2                               | Arkansas         | 25 tháng 7 năm 2000  | 20 tháng 1 năm 2001 | Bill Clinton         |
| 4      |                    | Anthony Principi                                 | California       | 23 tháng 1 năm 2001  | 26 tháng 1 năm 2005 | George W. Bush       |
| 5      |                    | Jim Nicholson                                    | Colorado         | 26 tháng 1 năm 2005  | 1 tháng 10 năm 2007 | George W. Bush       |
| 6      |                    | James B. Peake, Trung tướng, Lục quân (hồi hưu)  | Missouri         | 20 tháng 12 năm 2007 | 20 tháng 1 năm 2009 | George W. Bush       |
| 7      |                    | Eric Ken Shinseki, Đại tướng, Lục quân (hồi hưu) | Hawaii           | 20 tháng 1 năm 2009  | 30 tháng 5 năm 2014 | Barack Obama         |
| –      |                    | Sloan Gibson                                     | Alabama          | 30 tháng 5 năm 2014  | 30 tháng 7 năm 2014 | Barack Obama         |
| 8      |                    | Robert A. McDonald,                              | Ohio             | 30 tháng 7 năm 2014  | 20 tháng 1 năm 2017 | Barack Obama         |
| 9      |                    | David Shulkin                                    | Pennsylvania     | 14 tháng 2 năm 2017  | 28 tháng 3 năm 2018 | Donald Trump         |
| 10     |                    | Robert Wilkie                                    | Bắc Carolina     | 30 tháng 7 năm 2018  | 20 tháng 1 năm 2021 | Donald Trump         |
| 11     |                    | Denis McDonough                                  | Minnesota        | 9 tháng 2 năm 2021   | 20 tháng 1 năm 2025 | Joe Biden            |
| 10     |                    | Doug Collins                                     | Georgia          | 5 tháng 2 năm 2025   | Đương nhiệm         | Donald Trump         |

^  West phục vụ trong vai trò quyền bộ trưởng từ ngày 2 tháng 1 năm 1998 đến 5 tháng 5 năm 1998.

^  Quyền bộ trưởng.

## Các cựu Bộ trưởng Cựu chiến binh Hoa Kỳ còn sống
- Togo Dennis West, Jr.
- Anthony Joseph Principi
- Robert James Nicholson
- James Peake
- Eric Shinseki
- Robert Alan Bob McDonald
- David Shulkin
- Robert Wilkie
- Denis McDonough